# Franz Pietzarka
Franz Pietzarka (ur. 1902, zm. ?) – zbrodniarz nazistowski, esesman i członek załogi niemieckiego obozu koncentracyjnego Dachau.
Należał do Luftwaffe od 20 grudnia 1939, z której jesienią 1944 przeniesiono go do Waffen-SS. Od marca 1944 do kwietnia 1945 pełnił służbę w Augsburgu, podobozie KL Dachau, jako wartownik i kierownik komanda więźniarskiego.
W procesie członków załogi Dachau (US vs. Johannes Berscheid i inni), który miał miejsce w dniach 12–25 sierpnia 1947 przed amerykańskim Trybunałem Wojskowym w Dachau Pietzarka skazany został na 15 lat pozbawienia wolności. Uznano go za winnego wielokrotnego katowania więźniów i jeńców wojennych, często gumowym kablem czy też kolbą karabinu. Wielu pobitych przez oskarżonego więźniów trafiło następnie do obozowego szpitalu. Wyrok zatwierdzono 3 lutego 1948.